# فرانسوا شوفالييه
فرانسوا شوفالييه (بالفرنسية: François Chevalier)‏ هو مؤرخ فرنسي، ولد في 27 مايو 1914 في ألونسون في فرنسا، وتوفي في 6 يونيو 2012 في باريس في فرنسا.